# Thamaga
Thamaga è un villaggio del Botswana situato nel distretto di Kweneng, sottodistretto di Kweneng East. Il villaggio, secondo il censimento del 2011, conta 21.471 abitanti.

## Località
Nel territorio del villaggio sono presenti le seguenti 22 località:
- Chaoka di 189 abitanti,
- Dilegane,
- Dilege di 14 abitanti,
- Dinkgwana di 50 abitanti,
- Diphepe di 84 abitanti,
- Ditshesebe di 42 abitanti,
- Kgonkwe/Kgonwane di 66 abitanti,
- Lephala di 75 abitanti,
- Mahatelo di 90 abitanti,
- Majwaneng di 26 abitanti,
- Masebele di 209 abitanti,
- Metsimabe di 27 abitanti,
- Mmampaba di 105 abitanti,
- Mmaphang di 74 abitanti,
- Mmatlelapa di 26 abitanti,
- Morarwana di 108 abitanti,
- Ntlelaletlhare di 16 abitanti,
- Ramasanyane di 101 abitanti,
- Rammidi di 143 abitanti,
- Ramoakgatlanyana di 121 abitanti,
- Sehatlhane di 26 abitanti,
- Tlharesekole di 33 abitanti